# Maybach MD 650

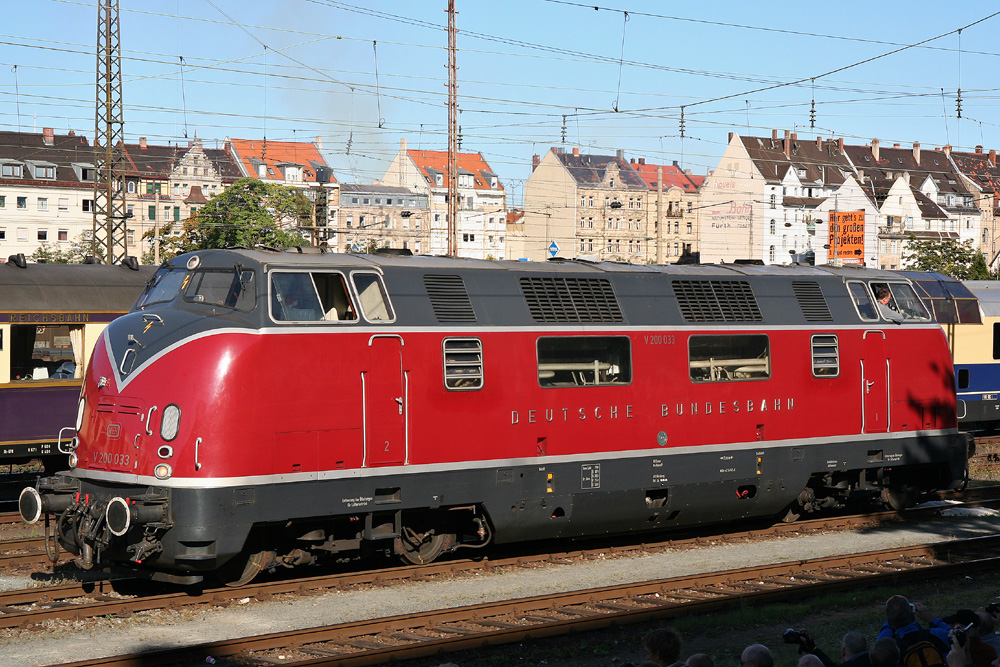
Die bekannteste Lokomotive mit MD 650 Motor war die DB-Baureihe V 200.0

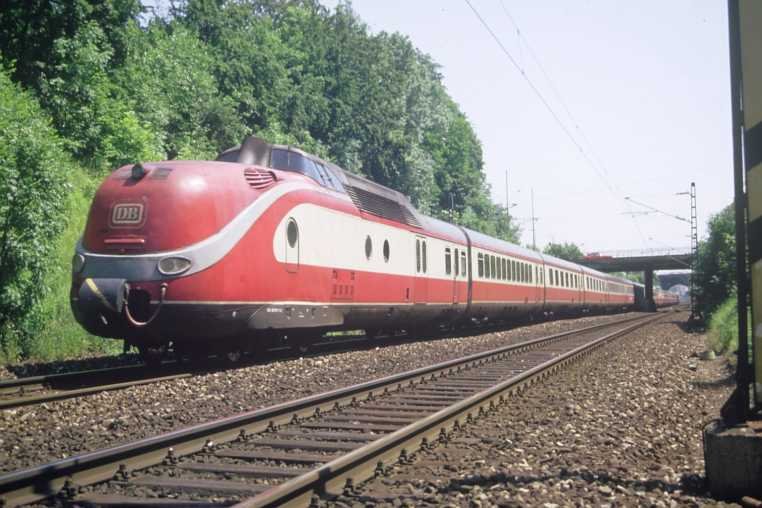
Ebenfalls mit MD 650 ausgerüstet: die Schnelltriebwagen der DB-Baureihe VT 11.5

Der Maybach-Motor MD 650 war ein schnelllaufender Dieselmotor der Maybach-Motorenbau GmbH, der durch den Einbau in die DB-Baureihe V 200.0 bekannt geworden ist. Der Motor ist Teil einer Typenreihe von Dieselmotoren in den Leistungsklassen von 225 bis 5600 PS, die als Typenreihe MD bezeichnet wurde und in zahlreichen Diesellokomotiven in Europa, als Schiffsantrieb (z. B. Schnellbooten), als Stromerzeuger usw. verwendet wurde. Die Typenreihe entstand als Weiterentwicklung der Tunnelmotoren mit zahlreichen Verbesserungen für den Lauf sowie für die Instandhaltung nach einem Baukastenprinzip mit einer Zylinderleistung je nach Einsatzart von bis zu 280 PS. Bei der Deutschen Bahn stehen die Motoren der Typenreihe MD sinnbildlich für die Ablösung der Dampflokomotiven durch Diesellokomotiven mit schnelllaufenden Dieselmotoren. Nach der Übernahme durch Mercedes-Benz und der Zusammenlegung der Fertigungsprogramme trug der Motor die Bezeichnung MTU (MD) 12V 538.

## Geschichte
Nachdem die Tunnelmotoren ihre Betriebssicherheit im Alltagsbetrieb unter Beweis gestellt hatten, plante die Deutsche Bundesbahn ab den 1950er Jahren, den Dampf- durch Diesellokbetrieb zu ersetzen. Das war nur möglich durch die Bereitstellung entsprechender Motoren in verschiedenen Leistungsklassen. Zunächst wurde der Motor als 12-Zylinder-V-Motor (Winkel zwischen den Zylinderreihen 60°) mit einer Leistung von 1320 PS / 970 kW auf der Basis des GTO 6 für die Antriebsausrüstung der DB-Baureihe V 80 verwendet, ein Jahr später wurde er für die DB-Baureihe V 200.0 eingesetzt, bei der er den größten Bekanntheitsgrad erlangte.

## Aufbau und Bauteile
Der Motorblock, die Scheibenkurbelwelle und die Lagerung des Kurbeltrieb stimmen bei dem Motor mit den Tunnelmotoren überein. Änderungen ergeben sich in der Bauform der Kolben, der Zylinderköpfe, der Ventile und dem Ersatz der Dieseleinspritzpumpe durch einzelne Einspritzdüsen.
Um bei den Kolben eine höhere thermische Belastbarkeit als bei den Tunnelmotoren zu erreichen, wurden sie zusätzlich gekühlt. Das geschah derart, dass das für die Zylinderkühlung erforderliche Kühlöl unter Umgehung der Kurbelwelle in den Kolben gedrückt wurde, durch den Zwischenraum zwischen Kolben und Kolbenboden hindurchgeführt wurde und an den Zylinderlaufbahnen besonders im Bereich der Kolbenringe für eine zusätzliche Kühlung sorgte. Ehe das Öl erneut dem Kühlkreislauf zugefügt wurde, wurde es in einem Wärmetauscher rückgekühlt. Der Kolbenboden war auf dem Kolben aufgeschraubt und konnte von dem Kolben demontiert werden. Sämtliche Kolbenringe waren in dem abnehmbaren Kolbenboden platziert. Das brachte den zusätzlichen Vorteil, dass ein Kolbenringtausch ohne Demontage des Kurbeltriebs vollzogen werden konnte. Durch diese Bauart kam es niemals zu metallischen Berührungen zwischen den Kolben und den Zylinderlaufbuchsen. Außerdem konnte dadurch der Durchmesser auf 185 mm vergrößert werden.
Gegenüber den Tunnelmotoren wurde die Anzahl der Ventile auf drei Ein- und Auslassventile vergrößert. Dadurch konnten die Ventile mit kleinerem Durchmesser ausgeführt werden. Sie wurden ringförmig im Zylinderkopf platziert und diese änderten sich entsprechend dem Durchmesser und dem Ventildurchmesser.
Die größten Änderungen ergaben sich durch die Änderung der Einspritzeinheit. Anstatt der noch im Tunnelmotor verwendeten Dieseleinspritzpumpe mit ihren langen Leitungen zu den Zylinderköpfen wurden bei den Motoren der Reihe MD zum ersten Mal Einspritzventile verwendet, die in Zusammenarbeit mit der Firma L’Orange entwickelt wurden. Dadurch konnte der Zündzeitpunkt wesentlich zuverlässiger reguliert werden. Es konnten die bisher üblichen Druckleitungen vermieden werden. Jede Einspritzeinheit wurde von einem Kipphebel von der Nockenwelle aus gesteuert, was ebenfalls zu einer Vergrößerung der Zuverlässigkeit der Einspritzeinheit beitrug.
Weitere Änderungen betrafen die Motorsteuerung, bei der das System der bisher verwendeten obenliegenden Nockenwellen beibehalten wurde und die Motorregulierung in Form als Fliehkraft-Pendelregler.

## Technische Daten
Technische Daten:
| Kenngröße                                      | Einheit | Wert                                  | Bemerkung                        |
| ---------------------------------------------- | ------- | ------------------------------------- | -------------------------------- |
| Nennleistung                                   | PS/KW   | 1200/883                              |                                  |
| Nenndrehzahl                                   | min−1   | 1.500                                 |                                  |
| Leerlaufdrehzahl                               | min−1   | 600                                   |                                  |
| Zylinderdurchmesser                            | mm      | 185                                   |                                  |
| Kolbenhub                                      | mm      | 200                                   |                                  |
| Hubvolumen                                     | cm³     | 64.513                                | gesamter Motor                   |
| Verdichtungsverhältnis                         |         | 15,5:1                                |                                  |
| Brennkammerinhalt                              | cm3     | 5376,05                               | pro Zylinder                     |
| Literleistung                                  | kW/l    | 13,7                                  | bei Nennleistung                 |
| Steuerzeit: Einlassventil öffnet               | °vOT    | 45                                    |                                  |
| Steuerzeit: Einlassventil schließt             | °nUT    | 54                                    |                                  |
| Steuerzeit: Auslassventil öffnet               | °vUT    | 70                                    |                                  |
| Steuerzeit: Auslassventil schließt             | °nOT    | 40                                    |                                  |
| Anzahl Kolbenringe                             |         | 3                                     |                                  |
| Anzahl Ölabstreifringe                         |         | 2                                     |                                  |
| Einspritzgerät                                 |         | 12 Stück L’Orange                     |                                  |
| Abzuführende Wärmemenge im Kühlwasser          | kJ/h    | 1.966.480                             |                                  |
| Abzuführende Wärmemenge im Schmieröl           | kJ/h    | 418.400                               |                                  |
| Abzuführende Wärmemenge im Kolbenöl            | kJ/h    | in Wärmemenge Schmieröl mit enthalten |                                  |
| Hauptabmessungen größte Länge                  | mm      | 2.235                                 |                                  |
| Hauptabmessungen größte Breite                 | mm      | 1.400                                 |                                  |
| Hauptabmessungen Gesamthöhe                    | mm      | 2.140                                 |                                  |
| Hauptabmessungen Höhe über Kurbelwellenmitte   | mm      | 1.505                                 |                                  |
| Hauptabmessungen Tiefe unter Kurbelwellenmitte | mm      | 635                                   |                                  |
| Ölvorrat                                       | l       | 120                                   | Minimum 60 l                     |
| Motormasse                                     | kg      | 4.600                                 | mit Zubehör, ohne Betriebsstoffe |
| Abgasturbolader                                |         | Maybach AGL 123                       |                                  |
| Nenndrehzahl Abgasturbolader                   | min−1   | 13.000                                |                                  |
| Abgasturbolader, größter Ladedruck             | bar     | 0,78                                  |                                  |

## Mit dem Motor zur Auslieferung ausgerüstete Fahrzeuge
Außer den genannten Baureihen wurden die Motoren der Reihe MD in den Diesellokomotiven der Reihe V 100, den Schnelltriebwagen der Reihe VT 08 und den Schnelltriebwagen der Reihe VT 11.5 eingesetzt. Außerdem wurden sie auf zahlreichen Exportaufträgen von Krauss-Maffei mit verwendet. So hatte die ML 4000 CC der Denver and Rio Grande Western Railroad die Motoren der Reihe MD 870.

## Betriebserfahrungen
Da der alltägliche schwere Zugdienst mit den häufigen Lastwechseln in ständig sich ändernden Steigungs- und Gefälleabschnitten andere Anforderungen an die Antriebsmaschinen stellt als der Triebwagenbetrieb, blieben im Alltagsbetrieb technische Probleme nicht aus. Diese hatten vorrangig ihre Ursachen durch Strukturprobleme und zum geringen Teil durch Konstruktionsfehler.
Bei den Motoren von Maybach wurden Ölaustritte und Kühlwasserprobleme als Fehlerquellen genannt. Die hauptsächlichsten Probleme waren in der Struktur der Auswahl der Motoren für die Lokomotiven zu suchen. So hatte die Industrie die Motoren mit einer zu hohen Nennleistung angeboten, die auf dem Prüfstand ermittelt wurde. Amerikanische Lokomotiven mit ihren langsamlaufenden Motoren wurden nur mit einer Leistung angeboten, die 25 bis 30 % unter der im Prüfstand ermittelten Nennleistung lag. Es ist zu verstehen, dass dabei die Motoren wesentlich geringerer Belastung ausgesetzt waren und zuverlässiger liefen, wobei die unterschiedlichen Motordrehzahlen nur sekundär zu betrachten sind. So galten die DR-Baureihe V 75 als Rangierlokomotive, die ČSD-Baureihe T 478.1 in der Leistungsklasse zwischen der V 100 und V 200.0 sowie die NOHAB mit nur einer Antriebsanlage als sehr zuverlässig; ihre Verbrennungsmotoren waren nach amerikanischen Standards hergestellt, während man bei deutschen Lokomotiven froh über die zweite Antriebsanlage als Störungsreserve war. Nicht zu unterschätzen waren die anderen klimatischen Bedingungen zwischen dem Prüfstand und dem rauen Alltagsbetrieb. Außerdem wurde das Typenprogramm der Diesellokomotiven in den USA nur zweitrangig betrachtet, so dass für unterschiedliche Zugbelastungen in den USA genügend Reservemaschinen vorhanden waren, in Deutschland die Lokomotiven bei Belastungsspitzen deutlich überfordert wurden. So trat ein Motorschaden bei den V 200.0 mit MD 650 nach durchschnittlich 94.000 km auf. Bei Fahrten, bei denen der Dieselmotor längere Zeit unter Volllast betrieben wurde, wurde dieser Wert deutlich unterschritten. Dies sind Werte, die von Diesellokomotiven der USA deutlich überboten wurden. Dies war der Grund, warum in den USA die ML 4000 CC keinen Erfolg hatte. Erst bei der Entwicklung der DB-Baureihe 218 wurden 1967 in Deutschland die amerikanischen Erfahrungen in vollem Umfang angewendet. Diese Lokomotiven sollten für Spitzenbelastungen mit einem Antriebsmotor auskommen.

## Varianten der Motorbauart und Weiterentwicklungen
Außer dem MD 650 wurden Motoren dieser Typenreihe als 16-Zylinder-V-Motor mit einer Leistung von 2285 PS bei den Vorserienloks der Reihe V 160 mit der Bezeichnung MD 870 bekannt.
Andere Motortypen dieser Reihe waren
- der Vierzylinder-Reihen-Motor der Bezeichnung MD 215 und der Leistung von 300 PS,
- der Sechszylinder-Reihenmotor mit der Bezeichnung MD 320 mit einer Leistung von 500 PS,
- der Sechszylinder-Reihenmotor mit der Bezeichnung MD 325 und einer Leistung von 600 PS,
- der Achtzylinder-V-Motor mit der Bezeichnung MD 430 und einer Leistung von 660 PS,
- der Achtzylinder-V-Motor mit der Bezeichnung MD 435 und einer Leistung von 800 PS und
- der Zwölfzylinder-V-Motor mit der Bezeichnung MD 645 und einer Leistung von 900 PS.[12]

Weiterentwickelt wurde die Motorgruppe durch die Motorgruppe TB 10, TB 11, bekannt durch die Verwendung in der DB-Baureihe 218.